# Sonnegger See
Der Sonnegger See ist ein künstlicher Badesee im Sittersdorfer Ortsteil Sonnegg im Jauntal im österreichischen Bundesland Kärnten. Er wurde 1966 ausgehoben und östlich und westlich durch Dämme gegen das umliegende Feuchtgebiet begrenzt. Da der natürliche Zufluss sich als unzureichend erwies, wurde für eine Verbesserung der Wasserqualität ein künstlicher Zufluss von 20 l/s vom Sucherbach her geschaffen.

## Fischarten
Folgende Fischarten wurden festgestellt:
- Hecht (Esox lucius)
- Barsch (Perca fluviatilis, Blau Barsch)
- Aitel (Leuciscus cephalus)
- Amurkarpfen (Ctenopharyngodon idella, Graskarpfen)
- Karpfen (Cyprinus carpio)
- Rotauge (Rutilus rutilus)
- Rotfeder (Scardinius erythrophthalmus)
- Sterlet (Acipenser rhutenus)
- Kaulbarsch (Gymnocephalus cernua)